# 锈毛鲫鱼藤
锈毛鲫鱼藤（学名：Secamone ferruginea）为夹竹桃科鲫鱼藤属的植物。分布在泰国、越南以及中国大陆的广东等地，生长于海拔500米的地区，一般生于丘陵及低海拔至中海拔的山地林中，目前尚未由人工引种栽培。